# Viitasaari (ö i Birkaland, Nordvästra Birkaland, lat 61,97, long 23,22)
Viitasaari är en ö i Finland. Den ligger i sjön Liesijärvi och i kommunen Parkano i den ekonomiska regionen  Nordvästra Birkalands ekonomiska region  och landskapet Birkaland, i den sydvästra delen av landet, 220 km norr om huvudstaden Helsingfors. Öns area är 1,9 hektar och dess största längd är 270 meter i sydöst-nordvästlig riktning.